# نایسریا مننژیتیدیس
نایسریا مننژیتیدیس (به انگلیسی: Neisseria meningitidis) یا مننگوکوک، باکتری عامل مننژیت است. این باکتری می‌تواند موجب مننگوکوکسمی (عفونت خون تهدیدکننده زندگی) نیز شود. مننگوکوک به عنوان یکی از عوامل مهم مرگ و میر در کودکان کشورهای توسعه یافته و موجب همه گیری‌هایی (اپیدمی) در آسیا و آفریقا است.
از نظر میکروسکوپی، نایسریا مننژیتیدیس همانند نایسریا گونوره آ، دیپلوکوک‌های گرم منفی لوبیایی شکل است. با این تفاوت که نایسریا مننژیتیدیس دارای کپسول است اما نایسریا گونوره آ کپسول ندارد.
سالانه ۲۵۰۰ تا ۳۵۰۰ مورد از مننژیت مننگوکوکی در ایالات متحده آمریکا اتفاق می‌افتد یعنی یک مورد در هر ۱۰۰ هزار نفر. کودکان زیر ۵ سال، نوجوانان دبیرستانی، زائرین و ساکنین خوابگاه‌ها و پانسیون‌ها از افراد پرخطر هستند. میزان شیوع مننژیت در ساکنین زیر صحرای آفریقا یه ۱ در هر ۱۰۰۰ تا ۱ در هر ۱۰۰ نفر می‌رسد.
آنتون وایکسلبام میکروب‌شناس اتریشی اولین بار این باکتری را در سال ۱۸۸۷ کشف کرد.
منگگوکوک تاکنون فقط از انسان جدا شده‌است. باکتری هرگز از جانوران جدا نشده‌است زیرا باکتری توانایی گرفتن آهن از منابعی غیر از منابع انسانی (ترانسفرین و لاکتوفرین) را ندارد.
تصور می‌شود باکتری به شکل فلور نرمال (غیر بیماریزا) در حلق ۵٪ تا ۱۵٪ افراد بالغ حضور داشته باشد. مننگوکوک از طریق ترشحات تنفسی و بزاق مانند عطسه، سرفه و جویدن اسباب بازی‌ها منتقل می‌شود. علائم اولیه شامل خستگی، تب بالا همراه با سفتی گردن و سردرد است که در صورت عدم درمان منجر به کما و مرگ بیمار خواهد شد. علائم مننژیت نایسریا مننژیتیدیس شبیه علائم بالینی مننژیت‌های استرپتوکوک پنومونیه و هموفیلوس آنفلوآنزا است. افرادی که دچار اختلال در سیستم ایمنی خود هستند (مانند مبتلایان به سندرم نفروتیک و بیمارانی که طحال آن‌ها برداشته شده‌است)، در معرض خطر بالای ابتلا به مننژیت می‌باشند. بیماری مننژیت در پزشکی همواره به عنوان یک مورد اورژانسی مطرح بوده‌است.
مننگوکوکسمی (عفونت خون)، بیماری دیگری است که توسط مننگوکوک ایجاد می‌شود. ویژگی این بیماری، ایجاد راش‌های قرمز (لکه‌های خونریزی زیر پوستی) است که با فشار تغییر رنگ نمی‌دهند. بیماری بسیار مهلک است و ۵۰٪ از بیماران تنها چندساعت پس از شروع علائم، خواهند مرد. سایر عوارض عبارتند از: سندرم واترهاوس- فریدریشسن (خونریزی دوطرفه غدد فوق کلیوی به دلیل مننگوکوکسمی برق آسا) و انعقاد درون عروقی منتشر

## زیرتیپ‌ها
مننگوکوک بر اساس ساختار آنتی ژنی کپسول پلی ساکاریدی به ۱۲ تیپ تقسیم‌بندی می‌شود. ۶ تیپ A، B، C، W135، X، Y موجب همه‌گیری (اپیدمی) می‌شوند. از این رو، اهمیت بیشتری دارند.

## فاکتورهای بیماریزایی
لیپوالیگوساکارید (LOS) که در غشای خارجی باکتری قرار دارد، نقش اندوتوکسین را دارد که سبب شوک سپتیک و خونریزی به دلیل تخریب گلبول‌های قرمز می‌شود. سایر فاکتورهای بیماریزایی عبارتند از کپسول (از فاگوسیتوز توسط گلبول‌های سفید جلوگیری می‌کند) و فیمبریه یا پیلی (موجب اتصال باکتری به سلول‌های اپتلیالی حلق می‌شود).

## مکانیسم تهاجم سلولی
مننگوکوک از طریق تغییر در سیگنالینگ سلولی، وارد سلول‌های میزبان می‌شود. باکتری این کار را از طریق پیلی تیپ IV انجام می‌دهد. پیلی تیپ IV سبب اتصال باکتری به سلول‌های میزبان می‌شود. اتصال پیلی تیپ IV سبب ایجاد ساختارهای شبیه میکروویلی در سطح سلول می‌شود. باکتری از طریق میکروویلی‌ها وارد سلول میزبان می‌شود. پیامد این رخداد، بازآرایی رشته‌های اکتین (سیتواسکلت سلولی) است که منجر به ورود باکتری به داخل سلول به صورت واکوئل‌های داخل سلولی است. به غیر از پیلی تیپ IV، سایر پروتئین‌های غشای خارجی ممکن است در داخل شدن باکتری به سلول‌های میزبان نقش داشته باشند.

## تشخیص
مشاهده میکروسکوپی باکتری در مایع مغزی- نخاعی (CSF) جدا شده از بیمار و کشت باکتری بر روی محیطهای آگار خون‌دار (مانند شکلات آگار) از مهم‌ترین روش‌های تشخیص باکتری است. باکتری از نظر بیوشیمیایی اکسیداز و کاتالاز تولید می‌کند و توانایی تولید اسید از گلوکز و مالتوز را دارد. در موارد مننگوکوکسمی (عفونت خون)، باکتری را می‌توان از خون جدا کرد.

## درمان
درمان باید بلافاصله با آنتی بیوتیک‌ها آغاز شود. سفالوسپورین‌های نسل سوم (مانند سفوتاکسیم و سفتریاکسون) باید در بیماران مشکوک به مننژیت یا بیماران تأیید شده، بلافاصله (قبل از اعلام نتایج آزمایشگاه) تجویز شود. افرادی که ۷ روز قبل از شروع علائم بیمار با بیمار تماس داشته‌اند باید تحت درمان پیشگیرانه (کموپروفیلاکسی) قرار گیرند.

## واکسیناسیون
سویه‌های مختلف نایسریا مننژیتیدیس، کپسول‌های متفاوتی تولید می‌کنند. در حال حاضر، واکسن‌هایی علیه سروگروه‌های کپسولی A، C،Y و W-135 نایسریا مننژیتیدیس به‌طور تجاری در بازار موجود می‌باشد اما علیه سروگروه B، واکسن مناسبی در دسترس نیست. این واکسن‌ها برای جلوگیری از ابتلا به مننژیت در افراد پرخطر (زائرین، ساکنان خوابگاه‌ها و پانسیون‌ها) ضروری به نظر می‌رسد.